# Tilougguite
Tilougguite  (in arabo تيلوكيت‎?) è un centro abitato e comune rurale del Marocco situato nella provincia di Azilal, regione di Béni Mellal-Khénifra. Conta una popolazione di 10 544 abitanti (censimento 2014).